# 泰澄の杜
泰澄の杜（たいちょうのもり）は、福井県丹生郡越前町にある宿泊施設。

## 施設
- 天然温泉（越前糸生温泉）
- バーベキュー場
- 芝生広場
- ブドウ園

## アクセス
- JR福井駅下車、京福バス「泰澄の杜」下車。
- E8 北陸道 鯖江ICから車で約40分。

## 周辺
- 福井総合植物園プラントピア
- 福井県陶芸館
- 越前町立糸生小学校